# مارغريت جونستون
مارغريت جونستون (بالإنجليزية: Margaret Johnston)‏ هي ممثلة أسترالية، ولدت في 10 أغسطس 1914 في سيدني في أستراليا، وتوفيت في 19 يونيو 2002 في كينغستون ‏ في المملكة المتحدة.

## وصلات خارجية
- مارغريت جونستون على موقع IMDb (الإنجليزية)
- مارغريت جونستون على موقع تيرنر كلاسيك موفيز (الإنجليزية)
- مارغريت جونستون على موقع قاعدة بيانات الفيلم (الإنجليزية)